# Jean Legras
Pour les articles homonymes, voir Legras.
Jean Legras, né le 12 juillet 1914 à Soissons et mort le 5 janvier 2012 à Vandœuvre-lès-Nancy, est le fondateur historique de la thématique informatique à l'Université de Nancy.

## Biographie
Il est ancien élève de l'École normale supérieure.
En 1948, il devient actionnaire de la Compagnie Industrielle des Aéromoteurs (CIAMO), d'avions-taxis, fondée par Claude de Cambronne au Maroc[réf. souhaitée].
Dans les années 1950, mathématicien et spécialiste en mécanique rationnelle, Jean Legras est enseignant-chercheur en analyse numérique au département de Mathématiques de la faculté des sciences de Nancy et enseigne le calcul numérique aux élèves ingénieurs des écoles de Nancy.
En 1957, il obtient un IBM 604 (machine programmée par un tableau de connexions avec 12 mots de mémoire) et demande à une étudiante de son cours de mécanique rationnelle, Marion Créhange, de démarrer avec lui l'utilisation de cette machine. À la rentrée d'automne 1958, avec Jean Delsarte, Jean Legras obtient la création d'un cours de troisième cycle « Analyse et calcul numérique » avec quatre étudiants et commence à y enseigner l'utilisation des machines électroniques.
En octobre 1959, il crée un centre de calcul autour d'un ordinateur de première génération, un IBM 650. Cette structure attire de nouveaux enseignants chercheurs et notamment Claude Pair.
Marion Créhange devient en 1961 l'une des premières personnes en France à soutenir une thèse d'informatique en France sous sa direction,,,,. La thèse est intitulée Structure du code de programmation,,, et améliore le Programme d'assemblage symbolique optimal (en) (Paso) de l'IBM 650,.
En février 1965, il fit l'acquisition d'un ordinateur français, le CAE 510, puis en février 1970, d'un CII 10070. Ce changement d'échelle l'amena à créer une structure inter-universitaire, l'IUCA (Institut universitaire de calcul automatique), qui deviendra le CIRIL dans les années 1980.
En 1973, il quitte la direction de cet institut, pour se consacrer exclusivement à la recherche et à l'enseignement en analyse numérique et optimisation.
Il part à la retraite en 1982.

## Œuvre
- Jean Legras (1946) - Contribution à l'étude de l'aile portante, Thèse, Paris
- Jean Legras (1954) - Résolution pratique des équations différentielles, Ed. Dunod, Paris
- Jean Legras (1956) - Techniques de résolution des équations aux dérivées partielle , Ed. Dunod, Paris
- Jean Legras (1963) - Précis d'analyse numérique, Ed. Dunod, Paris
- Jean Legras (1968) - Initiation à l'analyse numérique, Ed. Dunod, Paris
- Jean Legras (1971) - Méthodes et techniques de l'analyse numérique, Ed. Dunod, Paris
- Jean Legras (1980) - Algorithmes et programmes d'optimisation non linéaire avec contraintes, Ed. Masson, Paris

## Distinctions
- Commandeur de l'ordre des Palmes académiques (1971)
- Officier de l'ordre national du Mérite (1982)